# Список наград и номинаций Джона Уильямса
Здесь находится список наград и номинаций, полученных американским композитором Джоном Уильямсом.
Джон Уильямс был номинирован на: 54 премии Оскар, выиграв 5; 6 премий Эмми, выиграв 3; 27 премий Золотой глобус, выиграв 4; 72 премии Грэмми, выиграв 25; 16 премий Британской Академии, выиграв 7; 22 премии Сатурн, выиграв 9; 7 премий Спутник; 10 премий Выбор критиков, выиграв 6. С 54 номинациями на Оскар Джон Уильямс в настоящее время является рекордсменом по числу номинаций на эту премию для ныне живущего человека и вторым наиболее номинированным человеком в истории Оскара после Уолта Диснея — с 59. Он получил сорок девять номинаций на эту премию за «Лучшую музыку» и пять за «Лучшую песню». В результате он был удостоен четырёх Оскаров за «Лучшую оригинальную музыку» и одного за «Лучшую адаптацию музыки» (Скрипач на крыше).
В 1980 году Джон Уильямс получил почетную докторскую степень в области музыки в музыкальном колледже Беркли.
С 1988 года Джон Уильямс был удостоен 15 премий Sammy Film Music Awards, самой продолжительной награды за записи музыки к фильмам.
Джон Уильямс был введен в Зал славы американской классической музыки и Зал славы Голливуд-боул. Уильямс был удостоен ежегодной премии Ричарда Кирка в 1999 году на BMI Film and TV Awards, отмечая его вклад в музыку кино и телевидения. В 2004 году он получил премию Почесть Кеннеди Центра. Он получил награду Classical BRIT Awards в 2005 году за саундтреки фильмов Гарри Поттер и Узник Азкабана и Терминал.
Джон Уильямс получал премию «Грэмми» за «Лучшую инструментальную композицию» и «Лучший саундтрек для визуальных медиа» несколько раз за свою музыку для фильмов «Звездные войны. Эпизод IV: Новая надежда», «Близкие контакты третьей степени», «Супермен», «Звёздные войны. Эпизод V: Империя наносит ответный удар», «Инопланетянин», «Прах Анджелы», «Мюнхен», «Индиана Джонс и Королевство хрустального черепа», и «Воровка книг». В конкурсе участвуют не только композиторы партитуры, но и композиторы инструментальной музыки любого жанра, в том числе композиторы классической музыки, такие как симфонии и камерная музыка.
Получил степень почетного доктора музыки в Бостонском колледже в 1993 и в Гарвардском университете в 2017 году.
В 2003 году Международный олимпийский комитет удостоил Уильямса высшей индивидуальной чести — Олимпийского ордена.
В 2009 году получил Национальную медаль США в области искусств в Белом доме в Вашингтоне, округ Колумбия, за достижения в области симфонической музыки для фильмов и «как выдающийся композитор и дирижер, [[чьи]] партитуры определили и вдохновили современное кино за десятилетия».
В конце 1980-х стал почетным братом студенческого братства Каппа Каппа Пси в Бостонском университете.
В 2012 году получил награду Brit за выдающийся вклад в музыку.
В 2013 году был удостоен премии Кена Бёрнса за жизненные достижения.
В 2020 году Уильямс получил свою 25-ю премию Грэмми за «Лучшую инструментальную композицию» за композицию Симфоническая сюита для тематического парка «Звёздные войны: Край галактики», а также получил 52-ю номинацию на Оскар за «Лучшую музыку» на 92-й церемонии вручения премии Оскар за «Звёздные войны: Скайуокер. Восход».

## Главные награды

### Премия Оскар
| Год  | Фильм                                                   | Категория     | Результат | Пр.           |
| ---- | ------------------------------------------------------- | ------------- | --------- | ------------- |
| 1968 | Долина кукол                                            | Лучшая музыка | Номинация | [ 14 ] [ 15 ] |
| 1970 | До свиданья, мистер Чипс                                | Лучшая музыка | Номинация | [ 14 ] [ 15 ] |
| 1970 | Воры                                                    | Лучшая музыка | Номинация | [ 14 ] [ 15 ] |
| 1972 | Скрипач на крыше                                        | Лучшая музыка | Победа    | [ 14 ] [ 15 ] |
| 1973 | Образы                                                  | Лучшая музыка | Номинация | [ 14 ] [ 15 ] |
| 1973 | Приключение «Посейдона»                                 | Лучшая музыка | Номинация | [ 14 ] [ 15 ] |
| 1974 | Увольнение до полуночи                                  | Лучшая музыка | Номинация | [ 14 ] [ 15 ] |
| 1974 | «Nice to Be Around» (из Увольнение до полуночи)         | Лучшая песня  | Номинация | [ 14 ] [ 15 ] |
| 1974 | Том Сойер                                               | Лучшая музыка | Номинация | [ 14 ] [ 15 ] |
| 1975 | Ад в поднебесье                                         | Лучшая музыка | Номинация | [ 14 ] [ 15 ] |
| 1976 | Челюсти                                                 | Лучшая музыка | Победа    | [ 14 ] [ 15 ] |
| 1978 | Звёздные войны. Эпизод IV: Новая надежда                | Лучшая музыка | Победа    | [ 14 ] [ 15 ] |
| 1978 | Близкие контакты третьей степени                        | Лучшая музыка | Номинация | [ 14 ] [ 15 ] |
| 1979 | Супермен                                                | Лучшая музыка | Номинация | [ 14 ] [ 15 ] |
| 1981 | Звёздные войны. Эпизод V: Империя наносит ответный удар | Лучшая музыка | Номинация | [ 14 ] [ 15 ] |
| 1982 | Индиана Джонс: В поисках утраченного ковчега            | Лучшая музыка | Номинация | [ 14 ] [ 15 ] |
| 1983 | Инопланетянин                                           | Лучшая музыка | Победа    | [ 14 ] [ 15 ] |
| 1983 | «If We Were in Love» (из Да, Джорджо)                   | Лучшая песня  | Номинация | [ 14 ] [ 15 ] |
| 1984 | Звёздные войны. Эпизод VI: Возвращение джедая           | Лучшая музыка | Номинация | [ 14 ] [ 15 ] |
| 1985 | Индиана Джонс и храм судьбы                             | Лучшая музыка | Номинация | [ 14 ] [ 15 ] |
| 1985 | Река                                                    | Лучшая музыка | Номинация | [ 14 ] [ 15 ] |
| 1988 | Империя солнца                                          | Лучшая музыка | Номинация | [ 14 ] [ 15 ] |
| 1988 | Иствикские ведьмы                                       | Лучшая музыка | Номинация | [ 14 ] [ 15 ] |
| 1989 | Турист поневоле                                         | Лучшая музыка | Номинация | [ 14 ] [ 15 ] |
| 1990 | Рождённый четвёртого июля                               | Лучшая музыка | Номинация | [ 14 ] [ 15 ] |
| 1990 | Индиана Джонс и последний крестовый поход               | Лучшая музыка | Номинация | [ 14 ] [ 15 ] |
| 1991 | Один дома                                               | Лучшая музыка | Номинация | [ 14 ] [ 15 ] |
| 1991 | «Somewhere in My Memory» (из Один дома)                 | Лучшая песня  | Номинация | [ 14 ] [ 15 ] |
| 1992 | Джон Ф. Кеннеди. Выстрелы в Далласе                     | Лучшая музыка | Номинация | [ 14 ] [ 15 ] |
| 1992 | «When You’re Alone» (из Капитана Крюка)                 | Лучшая песня  | Номинация | [ 14 ] [ 15 ] |
| 1994 | Список Шиндлера                                         | Лучшая музыка | Победа    | [ 14 ] [ 15 ] |
| 1996 | «Moonlight» (из Сабрины)                                | Лучшая песня  | Номинация | [ 14 ] [ 15 ] |
| 1996 | Сабрина                                                 | Лучшая музыка | Номинация | [ 14 ] [ 15 ] |
| 1996 | Никсон                                                  | Лучшая музыка | Номинация | [ 14 ] [ 15 ] |
| 1997 | Спящие                                                  | Лучшая музыка | Номинация | [ 14 ] [ 15 ] |
| 1998 | Амистад                                                 | Лучшая музыка | Номинация | [ 14 ] [ 15 ] |
| 1999 | Спасти рядового Райана                                  | Лучшая музыка | Номинация | [ 14 ] [ 15 ] |
| 2000 | Прах Анджелы                                            | Лучшая музыка | Номинация | [ 14 ] [ 15 ] |
| 2001 | Патриот                                                 | Лучшая музыка | Номинация | [ 14 ] [ 15 ] |
| 2002 | Искусственный разум                                     | Лучшая музыка | Номинация | [ 14 ] [ 15 ] |
| 2002 | Гарри Поттер и философский камень                       | Лучшая музыка | Номинация | [ 14 ] [ 15 ] |
| 2003 | Поймай меня, если сможешь                               | Лучшая музыка | Номинация | [ 14 ] [ 15 ] |
| 2005 | Гарри Поттер и узник Азкабана                           | Лучшая музыка | Номинация | [ 14 ] [ 15 ] |
| 2006 | Мемуары гейши                                           | Лучшая музыка | Номинация | [ 14 ] [ 15 ] |
| 2006 | Мюнхен                                                  | Лучшая музыка | Номинация | [ 14 ] [ 15 ] |
| 2012 | Приключения Тинтина: Тайна «Единорога»                  | Лучшая музыка | Номинация | [ 14 ] [ 15 ] |
| 2012 | Боевой конь                                             | Лучшая музыка | Номинация | [ 14 ] [ 15 ] |
| 2013 | Линкольн                                                | Лучшая музыка | Номинация | [ 14 ] [ 15 ] |
| 2014 | Воровка книг                                            | Лучшая музыка | Номинация | [ 14 ] [ 15 ] |
| 2016 | Звёздные войны: Пробуждение силы                        | Лучшая музыка | Номинация | [ 14 ] [ 15 ] |
| 2018 | Звёздные войны: Последние джедаи                        | Лучшая музыка | Номинация | [ 14 ] [ 15 ] |
| 2020 | Звёздные войны: Скайуокер. Восход                       | Лучшая музыка | Номинация | [ 14 ] [ 15 ] |
| 2023 | Фабельманы                                              | Лучшая музыка | Номинация | [ 16 ]        |
| 2024 | Индиана Джонс и Колесо судьбы                           | Лучшая музыка | Номинация | [ 17 ]        |

### Премия Британской Академии в области кино
| Год  | Фильм                                                   | Категория     | Результат | Пр.    |
| ---- | ------------------------------------------------------- | ------------- | --------- | ------ |
| 1976 | Челюсти                                                 | Лучшая музыка | Победа    | [ 14 ] |
| 1979 | Звёздные войны. Эпизод IV: Новая надежда                | Лучшая музыка | Победа    | [ 14 ] |
| 1979 | Близкие контакты третьей степени                        | Лучшая музыка | Номинация | [ 14 ] |
| 1981 | Звёздные войны. Эпизод V: Империя наносит ответный удар | Лучшая музыка | Победа    | [ 14 ] |
| 1982 | Индиана Джонс: В поисках утраченного ковчега            | Лучшая музыка | Номинация | [ 14 ] |
| 1983 | Инопланетянин                                           | Лучшая музыка | Победа    | [ 14 ] |
| 1989 | Империя солнца                                          | Лучшая музыка | Победа    | [ 14 ] |
| 1994 | Список Шиндлера                                         | Лучшая музыка | Победа    | [ 14 ] |
| 1999 | Спасти рядового Райана                                  | Лучшая музыка | Номинация | [ 14 ] |
| 2003 | Поймай меня, если сможешь                               | Лучшая музыка | Номинация | [ 14 ] |
| 2006 | Мемуары гейши                                           | Лучшая музыка | Победа    | [ 14 ] |
| 2012 | Боевой конь                                             | Лучшая музыка | Номинация | [ 14 ] |
| 2013 | Линкольн                                                | Лучшая музыка | Номинация | [ 14 ] |
| 2014 | Воровка книг                                            | Лучшая музыка | Номинация | [ 14 ] |
| 2016 | Звёздные войны: Пробуждение силы                        | Лучшая музыка | Номинация | [ 14 ] |
| 2020 | Звёздные войны: Скайуокер. Восход                       | Лучшая музыка | Номинация | [ 14 ] |

### Премия Золотой глобус
| Год  | Фильм                                                   | Категория     | Результат | Пр.    |
| ---- | ------------------------------------------------------- | ------------- | --------- | ------ |
| 1973 | Приключение «Посейдона»                                 | Лучшая музыка | Номинация | [ 14 ] |
| 1974 | Увольнение до полуночи                                  | Лучшая музыка | Номинация | [ 14 ] |
| 1974 | Том Сойер                                               | Лучшая музыка | Номинация | [ 14 ] |
| 1975 | Землетрясение                                           | Лучшая музыка | Номинация | [ 14 ] |
| 1976 | Челюсти                                                 | Лучшая музыка | Победа    | [ 14 ] |
| 1978 | Близкие контакты третьей степени                        | Лучшая музыка | Номинация | [ 14 ] |
| 1978 | Звёздные войны. Эпизод IV: Новая надежда                | Лучшая музыка | Победа    | [ 14 ] |
| 1979 | Супермен                                                | Лучшая музыка | Номинация | [ 14 ] |
| 1981 | Звёздные войны. Эпизод V: Империя наносит ответный удар | Лучшая музыка | Номинация | [ 14 ] |
| 1983 | Инопланетянин                                           | Лучшая музыка | Победа    | [ 14 ] |
| 1983 | «If We Were in Love» (из Да, Джорджо)                   | Лучшая песня  | Номинация | [ 14 ] |
| 1985 | Река                                                    | Лучшая музыка | Номинация | [ 14 ] |
| 1988 | Империя солнца                                          | Лучшая музыка | Номинация | [ 14 ] |
| 1989 | Турист поневоле                                         | Лучшая музыка | Номинация | [ 14 ] |
| 1990 | Рождённый четвёртого июля                               | Лучшая музыка | Номинация | [ 14 ] |
| 1994 | Список Шиндлера                                         | Лучшая музыка | Номинация | [ 14 ] |
| 1996 | «Moonlight» (из Сабрины)                                | Лучшая песня  | Номинация | [ 14 ] |
| 1998 | Семь лет в Тибете                                       | Лучшая музыка | Номинация | [ 14 ] |
| 1999 | Спасти рядового Райана                                  | Лучшая музыка | Номинация | [ 14 ] |
| 2000 | Прах Анджелы                                            | Лучшая музыка | Номинация | [ 14 ] |
| 2002 | Искусственный разум                                     | Лучшая музыка | Номинация | [ 14 ] |
| 2006 | Мемуары гейши                                           | Лучшая музыка | Победа    | [ 14 ] |
| 2012 | Боевой конь                                             | Лучшая музыка | Номинация | [ 14 ] |
| 2013 | Линкольн                                                | Лучшая музыка | Номинация | [ 14 ] |
| 2014 | Воровка книг                                            | Лучшая музыка | Номинация | [ 14 ] |
| 2018 | Секретное досье                                         | Лучшая музыка | Номинация | [ 14 ] |
| 2023 | Фабельманы                                              | Лучшая музыка | Номинация | [ 18 ] |

### Премия Грэмми
| Год  | Номинационая работа                                                   | Категория                                          | Результат |
| ---- | --------------------------------------------------------------------- | -------------------------------------------------- | --------- |
| 1962 | Checkmate                                                             | Лучший саундтрек для визуальных медиа              | Номинация |
| 1976 | Челюсти                                                               | Лучший саундтрек для визуальных медиа              | Победа    |
| 1977 | «The Disaster Movie Suite»                                            | Лучшая аранжировка, инструментальная или а-капелла | Номинация |
| 1978 | «Звёздные войны – главная тема»                                       | Лучшая инструментальная композиция                 | Победа    |
| 1978 | Звёздные войны. Эпизод IV: Новая надежда                              | Лучшее инструментальное поп-исполнение             | Победа    |
| 1978 | Звёздные войны. Эпизод IV: Новая надежда                              | Лучший саундтрек для визуальных медиа              | Победа    |
| 1978 | Звёздные войны. Эпизод IV: Новая надежда                              | Альбом года                                        | Номинация |
| 1979 | «Тема из «Близких контактов третьей степени»»                         | Лучшая инструментальная композиция                 | Победа    |
| 1979 | Близкие контакты третьей степени                                      | Лучший саундтрек для визуальных медиа              | Победа    |
| 1979 | Близкие контакты третьей степени                                      | Лучшее инструментальное поп-исполнение             | Номинация |
| 1980 | «Супермен Главная тема»                                               | Лучшая инструментальная композиция                 | Победа    |
| 1980 | «Супермен Главная тема»                                               | Лучшее инструментальное поп-исполнение             | Номинация |
| 1980 | Супермен                                                              | Лучший саундтрек для визуальных медиа              | Победа    |
| 1981 | «Тема Йоды»                                                           | Лучшее инструментальное поп-исполнение             | Номинация |
| 1981 | «Тема Йоды»                                                           | Лучшая инструментальная композиция                 | Номинация |
| 1981 | «Имперский марш (тема Дарта Вейдера)»                                 | Лучшая инструментальная композиция                 | Номинация |
| 1981 | Звёздные войны. Эпизод V: Империя наносит ответный удар               | Лучшая инструментальная композиция                 | Победа    |
| 1981 | Звёздные войны. Эпизод V: Империя наносит ответный удар               | Лучший саундтрек для визуальных медиа              | Победа    |
| 1982 | Искатели утраченного ковчега                                          | Лучший саундтрек для визуальных медиа              | Победа    |
| 1983 | Инопланетянин                                                         | Лучший саундтрек для визуальных медиа              | Победа    |
| 1983 | Инопланетянин                                                         | Лучшее инструментальное поп-исполнение             | Номинация |
| 1983 | «Adventure on Earth»                                                  | Лучшая инструментальная композиция                 | Номинация |
| 1983 | «Flying» (Тема из Инопланетянина)                                     | Лучшая инструментальная композиция                 | Победа    |
| 1983 | «Flying» (Тема из Инопланетянина)                                     | Лучшая аранжировка, инструментальная или а-капелла | Победа    |
| 1984 | Звёздные войны. Эпизод VI: Возвращение джедая                         | Лучший саундтрек для визуальных медиа              | Номинация |
| 1985 | «Olympic Fanfare & Theme»                                             | Лучшая инструментальная композиция                 | Победа    |
| 1986 | Prokofiev: Peter and the Wolf                                         | Лучший детский альбом                              | Номинация |
| 1988 | Иствикские ведьмы                                                     | Лучший саундтрек для визуальных медиа              | Номинация |
| 1989 | Империя солнца                                                        | Лучший саундтрек для визуальных медиа              | Номинация |
| 1989 | «Olympic Spirit»                                                      | Лучшая инструментальная композиция                 | Номинация |
| 1990 | Индиана Джонс и последний крестовый поход                             | Лучший саундтрек для визуальных медиа              | Номинация |
| 1991 | Рождённый четвёртого июля                                             | Лучшая аранжировка, инструментальная или а-капелла | Номинация |
| 1992 | John Williams Conducts John Williams: The Star Wars Trilogy           | Лучшее инструментальное поп-исполнение             | Номинация |
| 1992 | «Somewhere in My Memory» (из Один дома)                               | Лучшая песня написанная для визуальных медиа       | Номинация |
| 1993 | Капитан Крюк                                                          | Лучшее инструментальное поп-исполнение             | Номинация |
| 1993 | Капитан Крюк                                                          | Лучший саундтрек для визуальных медиа              | Номинация |
| 1994 | Парк юрского периода                                                  | Лучший саундтрек для визуальных медиа              | Номинация |
| 1995 | Список Шиндлера                                                       | Лучший саундтрек для визуальных медиа              | Победа    |
| 1997 | «Moonlight» (из Сабрины)                                              | Лучшая песня написанная для визуальных медиа       | Номинация |
| 1998 | Парк юрского периода: Затерянный мир                                  | Лучший саундтрек для визуальных медиа              | Номинация |
| 1998 | Семь лет в Тибете                                                     | Лучший саундтрек для визуальных медиа              | Номинация |
| 1999 | Спасти рядового Райана                                                | Лучший саундтрек для визуальных медиа              | Победа    |
| 1999 | Амистад                                                               | Лучший саундтрек для визуальных медиа              | Номинация |
| 1999 | Gershwin Fantasy                                                      | Лучший классический кроссоверный альбом            | Номинация |
| 2000 | Звёздные войны. Эпизод I: Скрытая угроза                              | Лучший саундтрек для визуальных медиа              | Номинация |
| 2000 | «Stella by Starlight (из Незваных)»                                   | Лучшая аранжировка, инструментальная или а-капелла | Номинация |
| 2001 | «Тема из Праха Анджелы»                                               | Лучшая инструментальная композиция                 | Победа    |
| 2002 | Искусственный разум                                                   | Лучший саундтрек для визуальных медиа              | Номинация |
| 2003 | «Hedwig’s Theme»                                                      | Лучшая инструментальная композиция                 | Номинация |
| 2003 | Гарри Поттер и философский камень                                     | Лучший саундтрек для визуальных медиа              | Номинация |
| 2004 | Поймай меня, если сможешь                                             | Лучший саундтрек для визуальных медиа              | Номинация |
| 2004 | Гарри Поттер и тайная комната                                         | Лучший саундтрек для визуальных медиа              | Номинация |
| 2005 | Гарри Поттер и узник Азкабана                                         | Лучший саундтрек для визуальных медиа              | Номинация |
| 2006 | Звёздные войны. Эпизод III: Месть ситхов                              | Лучший саундтрек для визуальных медиа              | Номинация |
| 2006 | «Anakin’s Betrayal»                                                   | Лучшая инструментальная композиция                 | Номинация |
| 2006 | «The Ferry Scene»                                                     | Лучшая инструментальная композиция                 | Номинация |
| 2007 | Мемуары гейши                                                         | Лучший саундтрек для визуальных медиа              | Победа    |
| 2007 | Мюнхен                                                                | Лучший саундтрек для визуальных медиа              | Номинация |
| 2007 | «A Prayer for Peace»                                                  | Лучшая инструментальная композиция                 | Победа    |
| 2007 | «Sayuri’s Theme and End Credits»                                      | Лучшая инструментальная композиция                 | Номинация |
| 2009 | Индиана Джонс и Королевство хрустального черепа                       | Лучший саундтрек для визуальных медиа              | Номинация |
| 2009 | «The Adventures of Mutt»                                              | Лучшая инструментальная композиция                 | Победа    |
| 2013 | Приключения Тинтина: Тайна «Единорога»                                | Лучший саундтрек для визуальных медиа              | Номинация |
| 2014 | Линкольн                                                              | Лучший саундтрек для визуальных медиа              | Номинация |
| 2015 | «Воровка книг»                                                        | Лучшая инструментальная композиция                 | Победа    |
| 2017 | Звёздные войны: Пробуждение силы                                      | Лучший саундтрек для визуальных медиа              | Победа    |
| 2018 | «Escapades for Alto Saxophone and Orchestra from Catch Me If You Can» | Лучшая аранжировка, инструментальная или а-капелла | Победа    |
| 2019 | Звёздные войны: Последние джедаи                                      | Лучший саундтрек для визуальных медиа              | Номинация |
| 2019 | «Mine Mission»                                                        | Лучшая инструментальная композиция                 | Номинация |
| 2020 | «Звёздные войны: Galaxy’s Edge Symphonic Suite»                       | Лучшая инструментальная композиция                 | Победа    |
| 2020 | «Hedwig’s Theme»                                                      | Лучшая аранжировка, инструментальная или а-капелла | Номинация |
| 2021 | Звёздные войны: Скайуокер. Восход                                     | Лучший саундтрек для визуальных медиа              | Номинация |

### Премия Прайм-тайм Эмми
| Год  | Номинационая работа            | Категория                                                            | Результат | Пр.    |
| ---- | ------------------------------ | -------------------------------------------------------------------- | --------- | ------ |
| 1962 | Alcoa Premiere                 | Outstanding Achievement in Original Music Composed for Television    | Номинация | [ 14 ] |
| 1963 | Alcoa Premiere                 | Outstanding Achievement in Composing Original Music                  | Номинация | [ 14 ] |
| 1969 | Heidi                          | Лучшая музыкальная композицию для телесериала                        | Победа    | [ 14 ] |
| 1972 | Jane Eyre                      | Outstanding Achievement in Music Composition — For a Special Program | Победа    | [ 14 ] |
| 2002 | The 74th Annual Academy Awards | Outstanding Music Direction                                          | Номинация | [ 14 ] |
| 2009 | Great Performances             | Outstanding Original Main Title Theme Music                          | Победа    | [ 14 ] |

## Другие награды

### Премия Сатурн
| Год  | Фильм                                                   | Категория     | Результат |
| ---- | ------------------------------------------------------- | ------------- | --------- |
| 1978 | Звёздные войны. Эпизод IV: Новая надежда                | Лучшая музыка | Победа    |
| 1978 | Близкие контакты третьей степени                        | Лучшая музыка | Победа    |
| 1979 | Супермен                                                | Лучшая музыка | Победа    |
| 1981 | Звёздные войны. Эпизод V: Империя наносит ответный удар | Лучшая музыка | Номинация |
| 1982 | Индиана Джонс: В поисках утраченного ковчега            | Лучшая музыка | Победа    |
| 1983 | Инопланетянин                                           | Лучшая музыка | Победа    |
| 1984 | Звёздные войны. Эпизод VI: Возвращение джедая           | Лучшая музыка | Номинация |
| 1988 | Иствикские ведьмы                                       | Лучшая музыка | Номинация |
| 1994 | Парк юрского периода                                    | Лучшая музыка | Номинация |
| 2002 | Искусственный разум                                     | Лучшая музыка | Победа    |
| 2003 | Звёздные войны. Эпизод II: Атака клонов                 | Лучшая музыка | Номинация |
| 2003 | Особое мнение                                           | Лучшая музыка | Номинация |
| 2005 | Гарри Поттер и узник Азкабана                           | Лучшая музыка | Номинация |
| 2006 | Война миров                                             | Лучшая музыка | Номинация |
| 2006 | Звёздные войны. Эпизод III: Месть ситхов                | Лучшая музыка | Победа    |
| 2012 | Боевой конь                                             | Лучшая музыка | Номинация |
| 2012 | Приключения Тинтина: Тайна «Единорога»                  | Лучшая музыка | Номинация |
| 2014 | Воровка книг                                            | Лучшая музыка | Номинация |
| 2016 | Звёздные войны: Пробуждение силы                        | Лучшая музыка | Победа    |
| 2017 | Большой и добрый великан                                | Лучшая музыка | Номинация |
| 2018 | Звёздные войны: Последние джедаи                        | Лучшая музыка | Номинация |
| 2021 | Звёздные войны: Скайуокер. Восход                       | Лучшая музыка | Победа    |

### Премия Спутник
| Год  | Фильм                    | Категория     | Результат |
| ---- | ------------------------ | ------------- | --------- |
| 1997 | Амистад                  | Лучшая музыка | Номинация |
| 1998 | Спасти рядового Райана   | Лучшая музыка | Номинация |
| 2005 | Мемуары гейши            | Лучшая музыка | Номинация |
| 2011 | Боевой конь              | Лучшая музыка | Номинация |
| 2012 | Линкольн                 | Лучшая музыка | Номинация |
| 2013 | Воровка книг             | Лучшая музыка | Номинация |
| 2016 | Большой и добрый великан | Лучшая музыка | Номинация |

### Премия Выбор критиков
| Год  | Фильм                             | Категория     | Результат |
| ---- | --------------------------------- | ------------- | --------- |
| 1998 | Спасти рядового Райана            | Лучшая музыка | Победа    |
| 2001 | Искусственный разум               | Лучшая музыка | Номинация |
| 2001 | Гарри Поттер и философский камень | Лучшая музыка | Номинация |
| 2002 | Поймай меня, если сможешь         | Лучшая музыка | Победа    |
| 2002 | Гарри Поттер и тайная комната     | Лучшая музыка | Победа    |
| 2002 | Особое мнение                     | Лучшая музыка | Победа    |
| 2005 | Мемуары гейши                     | Лучшая музыка | Победа    |
| 2011 | Боевой конь                       | Лучшая музыка | Номинация |
| 2012 | Линкольн                          | Лучшая музыка | Победа    |
| 2017 | Секретное досье                   | Лучшая музыка | Номинация |

### Американский институт киноискусства
В 2005 году Американский институт киноискусства выбрал музыку Уильямса для «Звездных войн» 1977 года как величайшую музыку в американских фильмах всех времен. Его музыка для Челюстей и Инопланетянина также появился в списке, под № 6 и № 14, соответственно. Он единственный композитор, у которого в списке три композиции. Уильямс получил премию Американского института киноискусства за жизненные достижения в июне 2016 года, став первым композитором, получившим награду.